# Dma2.0
DMA2.0/ Direct Marketing Analytics 2.0（ダイレクト・マーケティング・アナリティクス・ツーポイントオー）とは、コスモ・コミュニケーションズが開発した、Microsoft Windows のMicrosoft Access (RDBMS) 上で動作する、通信販売／ダイレクト・マーケティング事業のマーケティングデータを分析するための商用ツール。
DMA2.0/は、RFM分析、マーケットバスケット分析(バスケット解析)、ランキング分析、広告効果分析など、通信販売事業のマーケティング・データを分析することに特化した機能を持つ無料ツール。

## 歴史
DMA2.0/は、2009年8月にリリースされた。

## 用途
DMA2.0/は、規模としては10万人以下の顧客を有する中小の通販、ダイレクト・マーケティング事業者でマーケティング・データの分析のために用いるツール。

## 主な機能
- RFM分析
- マーケットバスケット分析
- トライアル／リピート分析
- ランキング分析
  - 売れ筋商品、購買顧客属性(年齢・地域・郵便番号)、直接効果広告
- マーケティングROI分析
- エンゲージメント分析